# Aguacaliente
Aguacaliente o San Francisco, es el quinto distrito del cantón de Cartago, en la provincia de Cartago, de Costa Rica.

## Toponimia
Aunque el nombre de Aguacaliente es de fecha relativamente reciente (no se determina con precisión desde cuándo), es un área de población muy antigua, incluso anterior al período colonial. El origen de su toponimia deriva de las aguas termales existentes debido a acción hidrotermal a través de fallas locales.

## Historia
Según excavaciones arqueológicas, se han encontrado fósiles prehistóricos, hallazgos que se cuentan entre los más antiguos de Costa Rica.
Se estima que Aguacaliente ha estado habitada por el hombre desde hace unos 2300 años. Se conoció como la necrópolis de los indios huetares de la región, lugar religioso, místico, venerable, donde estaba el cementerio principal de la comunidad y, en el centro, se levantaba la choza del Cacique Guarco y, a su lado, la choza dedicada a los cultos religiosos.
El conquistador español Juan Vázquez de Coronado, acompañado de otros catorce españoles, hizo un recorrido durante cuatro días, por el Valle del Guarco.
En el período republicano, Aguacaliente se inició como Barrio San Francisco en 1848 por su parroquia dedicada a San Francisco de Asís y, en 1925, se definieron sus límites y su extensión geográfica actuales con la segregación de la comunidad de Dulce Nombre, para crear el Distrito Noveno del Cantón Central de Cartago, quedando San Francisco como el Distrito Quinto de dicho Cantón.
Aguacaliente abarca las comunidades de Aguacaliente o San Francisco como su cabecera, Lourdes, Pitahaya, Cocorí, urbanización Jiménez, San José de la Montaña (Navarro-El Muñeco) y muchos otros caseríos, que se han desarrollado con el incremento de su población y la llegada de familias de diferentes localidades del país y de otras nacionalidades.
En el ámbito educativo, los esfuerzos oficiales comenzaron con la fundación de la escuela en 1886. Actualmente, la comunidad cuenta con siete instituciones de educación primaria y dos de educación secundaria.
Además, se encuentra en la localidad la Ciudad de los Niños, una entidad de alcance nacional que alberga a jóvenes provenientes de todo el país, orientándolos en su desarrollo personal, social y profesional. Este complejo educativo funciona como un colegio técnico estatal, dirigido especialmente a niños y adolescentes de escasos recursos.
El río Aguacaliente fue un conocido balneario por sus aguas termales desde el siglo XVIII hasta mediados del siglo XX. A causa del crecimiento demográfico, la contaminación y la deforestación, esta fuente de agua disminuyó sensiblemente su caudal y pureza, por lo que ya no se pudo volver a utilizar para fines recreativos.
Actualmente, el distrito cuenta con varias instituciones sociales de gran importancia en la provincia: la Asociación de Desarrollo Específico para Atención de Enfermos Alcohólicos (ADEPEA), al servicio de personas afectadas por esa condición, y el sistema carcelario de la ciudad de Cartago.

## Ubicación
Aguacaliente o San Francisco se ubica a 2 kilómetros al sur de la ciudad de Cartago, en el Valle de El Guarco, a orillas del río Agua Caliente.

## Geografía
Aguacaliente cuenta con un área de 99,26 km² y una altitud media de 1330 m s. n. m.
Es el distrito más grande y poblado del cantón, con alrededor del 36% del total de su superficie. 
Aguacaliente o San Francisco se extiende desde el Valle de El Guarco hasta las estribaciones de la cordillera de Talamanca, en una distancia máxima de 25 kilómetros en una dirección noroeste al sureste.

## Demografía
Para el año 2022, Aguacaliente cuenta con una población estimada de 32 351 habitantes, y para el último censo efectuado, en 2011, Aguacaliente contaba con una población de 31 789 habitantes.

## Localidades
- Barrios: Cocorí, Coronado, Guayabal (parte), Hervidero, López, Lourdes, Padua, Pitahaya.
- Poblados: Barro Morado, Cenicero, Muñeco, Navarrito.

## Economía
La base de la economía es la producción agrícola, como hortalizas, maíz, frijoles y, sobre todo, café, cuyo cultivo abarcó hasta finales del siglo XX gran parte de la población; además, fue una actividad importante el desarrollo doméstico de ganado lechero.

## Ecología
Parte del sur de su territorio, corresponde al Parque nacional Tapantí.

## Transporte

### Carreteras
Al distrito lo atraviesan las siguientes rutas nacionales de carretera:
- Ruta nacional 2
- Ruta nacional 231
- Ruta nacional 405